# Delias prouti
Delias prouti is een vlindersoort uit de familie van de Pieridae (witjes), onderfamilie Pierinae.
Delias prouti werd in 1923 beschreven door Joicey & Talbot.